# Abdul Hamid Bakal

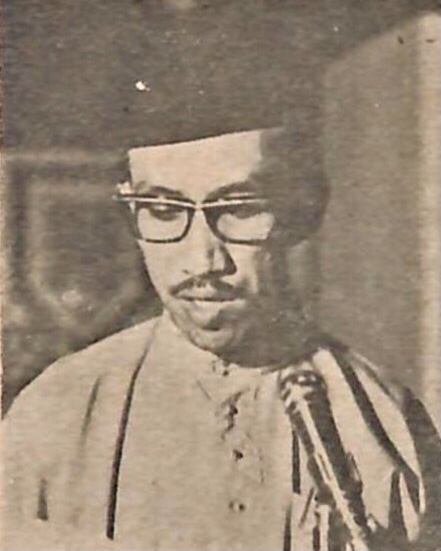
Abdul Hamid bin Bakal M.A. (Azhar) 1969

Abdul Hamid bin Bakal (geboren 2. Juli 1939; gestorben 2. Februar 2024) war ein Brunei-Malayischer (Orang Melayu Brunei, Jawi: اورڠ ملايو بروني) Adliger und Islamgelehrter. Er bekleidete verschiedene hochrangige Positionen in der Regierung von Brunei.

## Leben
Abdul Hamid erwarb einen Master of Arts (MA) an der Azhar-Universität. Nach dem Abschluss begann er am 24. Dezember 1966 als Superintendent of Information und als Tablihgi. Er diente außerdem als Religious Education Regulator, Deputy Chief Qādī und Senior Religious Officer. Er wurde 1977 zum Chief Qadi ernannt und übte dieses Amt bis Ende 1994 aus. Am 1. Januar 1995 wurde er auch als Mitglied der Public Service Commission berufen und diente in dieser Funktion bis zum 25. März 2001. Am 26. März 2001 wurde er zum Chief Justice Syar’ i.e. ernannt. Er hatte mehr als 40 Dienstjahre und davon mehr als 26 Jahre im Amt des Syariah Judiciary.
Abdul Hamid ist seit dem 1. Juli 2008 auch Mitglied des Privy Council (Majlis Mesyuarat Di-Raja), des Council of Succession, des Islamic Religious Council und des Council of State Customs. Am 1. Juni 2011 wurde er in den Legislativrat berufen. Im September 2011 nahm er teil an der 32. Generalversammlung der ASEAN Inter-Parliamentary Assembly (AIPA) in Kambodscha als Repräsentant von Brunei Darussalam. Am 13. Januar 2017 wurde er erneut in den Legislativrat berufen und war dort bis zu dessen offizieller Auflösung am 6. März 2022.

## Veröffentlichungen
- Pembentokan keluarga dari sudut pandangan Islam. Jabatan Hal Ehwal Ugama. 1978. (Malaysisch)
- Tinjauan mengenai kadhi. Jabatan Hal Ehwal Ugama. 1980.
- Panduan Jumaat. Jabatan Hal Ehwal Ugama 1980.

## Ehrungen
Abdul Hamid wurde am 25. April 1974 der Manteri-Titel Yang Berhormat (The Honourable) Pehin Datu Imam verliehen.
Weitere Ehrungen:
- Order of Islam Brunei First Class (PSSUB) – Dato Paduka Seri Setia[10] 11. Februar 1976.[11]
- Order of Setia Negara Brunei Second Class (DSNB) – Dato Setia[10]
- Sultan Hassanal Bolkiah Medal (PHBS)
- Pingat Bakti Laila Ikhlas (PBLI)
- Long Service Medal (PKL)